# Achatina
Achatina – rodzaj afrykańskich, roślinożernych ślimaków lądowych z rodziny Achatinidae, obejmujący największe lądowe ślimaki świata. Ich jajowata, wydłużona muszla osiąga rozmiary 6–10 cm (u achatiny zwyczajnej do 12 cm), a masa ciała 0,5 kg. Niektóre gatunki są zbierane w celach konsumpcyjnych, a także hodowane jako zwierzęta domowe. 
Pochodzą z terenów Afryki Subsaharyjskiej, gdzie zamieszkują tereny wilgotne, bogate w bujną roślinność.

## Gatunki
Gatunkiem typowym rodzaju jest  Achatina achatina. Do rodzaju należą następujące gatunki:

- Achatina achatina (Linnaeus, 1758) – achatina zwyczajna
- Achatina ampullacea O. Boettger, 1910
- Achatina balteata Reeve, 1849
- Achatina bandeirana Morelet, 1866
- Achatina bayaona Morelet, 1866
- Achatina bisculpta E.A. Smith, 1878
- Achatina connollyi Preston, 1912
- Achatina coroca van Bruggen, 1978
- Achatina craveni E.A. Smith, 1881
- Achatina dammarensis L. Pfeiffer, 1870
- Achatina dohrniana L. Pfeiffer, 1870
- Achatina greyi S.I. Da Costa, 1907
- Achatina hortensiae Morelet, 1866
- Achatina inaequalis L. Pfeiffer, 1855
- Achatina iostoma L. Pfeiffer, 1854
- Achatina morrelli Preston, 1905
- Achatina obscura S.I. Da Costa, 1907
- Achatina osborni Pilsbry, 1919
- Achatina passargei E. von Martens, 1900
- Achatina perfecta Morelet, 1867
- Achatina pfeifferi Dunker, 1845
- Achatina polychroa Morelet, 1866
- Achatina randabeli Bourguignat, 1890
- Achatina rugosa Putzeys, 1899
- Achatina schinziana Mousson, 1888
- Achatina schweinfurthi E. von Martens, 1874
- Achatina semisculpta L. Pfeiffer, 1845
- Achatina smithii Craven, 1881
- Achatina spekei Dohrn, 1864
- Achatina stuhlmanni E. von Martens, 1892
- Achatina tavaresiana Morelet, 1866
- Achatina tincta Reeve, 1842
- Achatina tracheia Connolly, 1929
- Achatina transparens S.I. Da Costa, 1907
- Achatina vassei Germain, 1918
- Achatina vignoniana Morelet, 1874
- Achatina virgulata S.I. Da Costa, 1907
- Achatina welwitschi Morelet, 1866
- Achatina weynsi Dautzenberg, 1900

Zaliczana do tego rodzaju, inwazyjna Achatina fulica jest obecnie klasyfikowana w rodzaju Lissachatina.